# TCF Holdings
TCF Holdings, dat stond voor Twentieth Century Fox Holdings, was het moederbedrijf van 20th Century Fox, net zoals Loews Inc. eens het moederbedrijf van Metro-Goldwyn-Mayer was. De holdingmaatschappij was opgericht om alle activiteiten van de filmstudio onder één maatschappij te brengen, aangezien de studio zich meer ging specialiseren in activiteiten die niet alleen over filmproductie en -distributie gingen.
In 1985 loste het bedrijf op bij de overname door News Corporation. Rupert Murdoch kocht eerst 50% van het bedrijf voor $ 250 miljoen van Marvin Davis in maart, maar besteedde niet lang daarna in september $ 325 miljoen om ook de rest van de aandelen in handen te krijgen. Tegenwoordig maakt 20th Century Fox deel uit van Fox Entertainment Group (het belangrijkste onderdeel van News Corporation) en deelt daarmee een moedermaatschappij met het televisienetwerk dat direct aan de filmstudio verbonden is, Fox Broadcasting Company.